# Carl August Rydberg
Carl August Rydberg, född den 5 juni 1824 i Jönköping, död den 29 oktober 1872 i Göteborg, var en svensk poet och folkskollärare.

## Biografi
Rydberg, som var bror till författaren Viktor Rydberg, publicerade först sina dikter i Jönköpings-Posten och samlade dem senare i boken Politiska och lyriska qväden af en arbetare 1848. Stilmässigt var han påverkad av Erik Gustaf Geijer och Esaias Tegnér. 
Han avbröt så småningom sina poetiska försök och slutade sin bana som folkskoleinspektör för Göteborgs och Bohus län.